# 오드리 롱

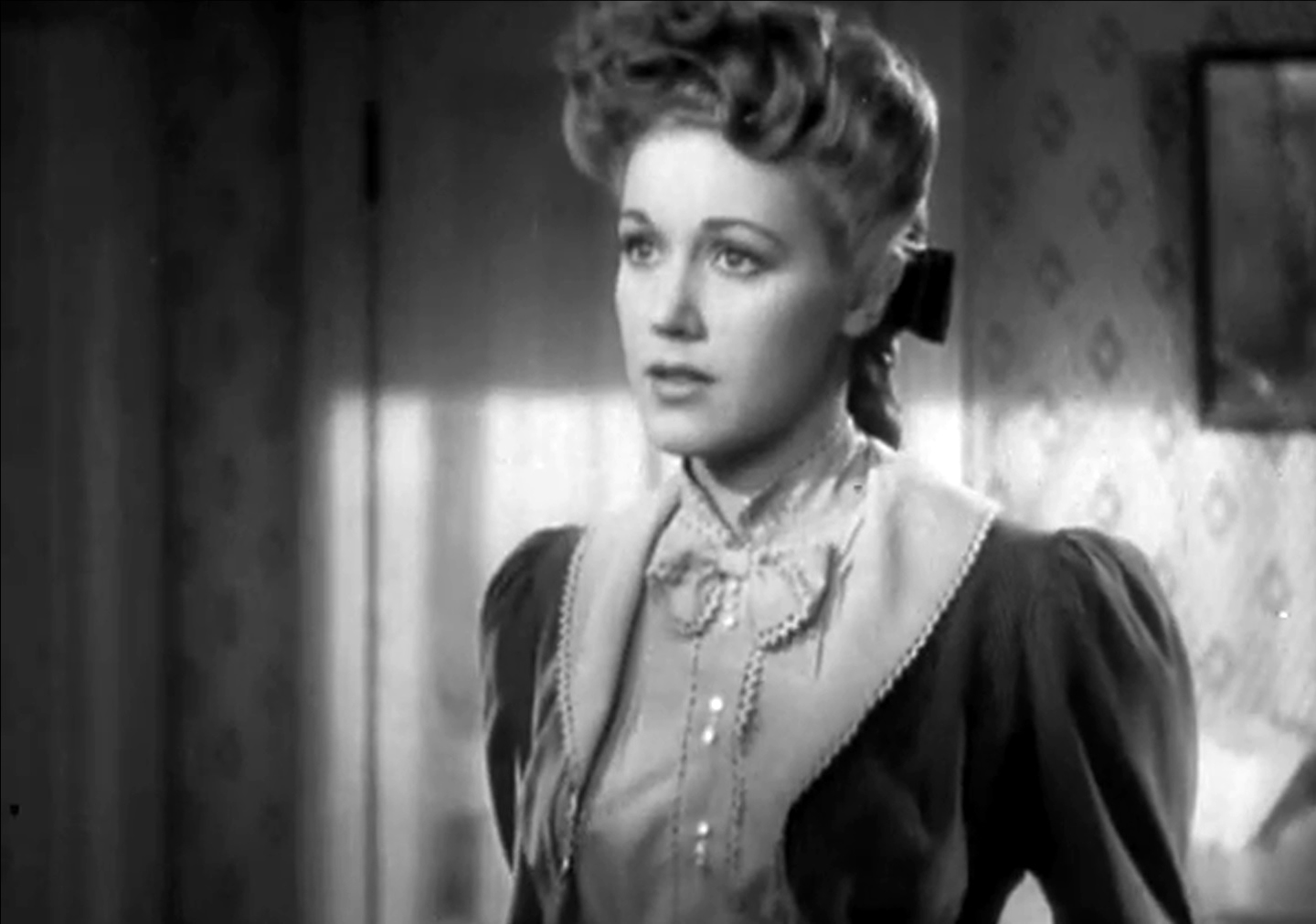

오드리 롱(Audrey Long, 1922년 4월 14일 ~ 2014년 9월 19일)은 미국의 배우, 연극 배우, 텔레비전 배우, 영화배우이다.
올랜도에서 태어났으며 서리주에서 사망하였다. 사인은 질병이다.

## 영화
- 어드벤처 오브 갤런트 베스 (1948년)
- 죽음의 게임 (1945년)
- 당당하게 (1944년)
- 성조기의 행진 (1942년)